# ジャポニカ米
ジャポニカ（japonica）は、イネの品種群の一つである。 ジャポニカ米（Oryza sativa subsp. japonica）は時にシニカ米（中国型イネ）とも呼ばれる、アジアの主要な2つの稲の品種の1つ。ジャポニカ米は東アジアで広く栽培され消費されているが、その他の地域ではインディカ米（タイ米）が主流である。ジャポニカ米は中国中央部で起源を持ち、約9,500年前から6,000年前に長江流域で最初に 栽培化された。

## 他品種群との対比
イネの栽培種にはアフリカイネ（Oryza glaberrima）とアジアイネ（O. sativa）があり、アジアイネにはインディカ（O. sativa subsp. indica）及びジャポニカ（O. sativa subsp. japonica）の2種類の亜種が含まれる。これらとは別の亜種として扱われることもあったジャバニカは、現在ではジャポニカの変異型として扱うことが多い。この場合、ジャバニカを熱帯ジャポニカ、狭義のジャポニカを温帯ジャポニカと呼称して区別することがある。
ジャポニカとインディカの系統上の分岐は、熱帯ジャポニカ栽培化後の6200年以上前とされ、野生イネから栽培化された熱帯ジャポニカがインド北東部に伝播した後、現地の野生イネと複数回交配してインディカが誕生した。
インディカとジャポニカは、籾の粒型によって分けられるという認知が広く浸透している。ただし実際には、ジャポニカ種には長粒品種と短粒品種が混在しており、短粒品種をジャポニカとする従来の認知は必ずしも正しくない。
日本に稲作が伝来した経緯については、稲作の項を参照のこと。

## 利用
米粒は円形で中粒もしくは短粒の形状である。主成分であるデンプン中のアミロース含量がインディカに比べ低めでアミロペクチン含量が高めである。炊くと水分を多く含むため、ふんわりと柔らかく、つやが出る。独特の弾力と粘り気は、インディカ米にはない大きな特徴である。よく噛むことで甘みが増す。
日本では炊いた米（飯）の食味は人々に好まれ、主食としておかずと独立して食べる習慣が出来た。また、冷めても味質が劣化しにくいことから、おにぎり、寿司、弁当といった日本の米食文化の発展を促した。日本で単に米といえばこの「ジャポニカ米」のことを示し、「インディカ米」はタイ米と呼ばれる。

## 栽培
寒冷な気候に比較的強く、インディカに比べて冷害も少ない。湿潤な温帯や、夏期に比較的高温になる亜寒帯に適している。日長特性のある典型的な短日植物で、開花期に極端な高温下（36℃前後）にさらされると受粉障害を起こすため、熱帯での栽培は難しい。

## 生産地
日本型イネともいわれるジャポニカは、日本、朝鮮半島、中国の淮河以北、台湾のほか、ベトナム、オーストラリアの南東部やアメリカ西海岸、エジプトで栽培されている。また、ジャポニカ米の一種であるアルボリオ米がイタリアで栽培されている。北緯30度以北及び南緯30度以南で、よく栽培されている。
日本国内では品種改良が進み、さまざまな品種が栽培されている。代表的な品種については、Category:イネの品種も参照のこと。

## 生産量
世界のコメ生産量約5億トンのうち、15%に満たない。